# Parabolische Isometrie
In der Mathematik sind parabolische Isometrien in der hyperbolischen Geometrie und allgemeiner in der Theorie der CAT(0)-Räume von Bedeutung.

## Definition
Es sei {\displaystyle X} ein vollständiger CAT(0)-Raum, zum Beispiel ein hyperbolischer Raum.
Für eine Isometrie {\displaystyle f\colon X\to X} sei {\displaystyle d_{f}\colon X\to \mathbb {R} _{\geq 0}} definiert durch 
{\displaystyle d_{f}(x)=d(f(x),x)}.
Die Isometrie ist parabolisch, wenn es kein {\displaystyle x_{0}\in X} mit
{\displaystyle d_{f}(x_{0})=\inf \left\{d_{f}(x)\colon x\in X\right\}}
gibt, wenn also das Infimum nicht angenommen wird.

## Fixpunkt im Unendlichen
Eine parabolische Isometrie hat einen Fixpunkt im Unendlichen. Dieser Fixpunkt einer parabolischen Isometrie wird als parabolischer Fixpunkt bezeichnet. Die parabolische Isometrie lässt alle Horosphären um diesen Punkt invariant.

## Beispiel
Sei {\displaystyle X={\mathbf {H} }^{2}=\left\{z\in \mathbb {C} \colon \operatorname {Im} (z)>0\right\}} das Halbebenenmodell der hyperbolischen Ebene und {\displaystyle f\colon X\to X} eine durch
{\displaystyle f(z)=z+a}
mit {\displaystyle a\in \mathbb {R} } gegebene Abbildung. Aus der Definition der hyperbolischen Metrik folgt, dass {\displaystyle f} eine Isometrie ist und {\displaystyle d_{f}(z)={\frac {a}{\operatorname {Im} (z)}}} gilt. Insbesondere ist 
{\displaystyle \inf \left\{d_{f}(z)\colon z\in \mathbf {H} ^{2}\right\}=0}.
Weil {\displaystyle f} in der hyperbolischen Ebene keinen Fixpunkt hat, gibt es aber kein {\displaystyle z\in \mathbf {H} ^{2}}
mit {\displaystyle d_{f}(z)=0}, das Infimum wird also nicht angenommen. Die Isometrie {\displaystyle f} ist parabolisch.
Allgemeiner können Isometrien der hyperbolischen Ebene durch Matrizen {\displaystyle A\in SL(2,\mathbb {R} )} und Isometrien des 3-dimensionalen hyperbolischen Raumes durch Matrizen {\displaystyle A\in SL(2,\mathbb {C} )} beschrieben werden. In beiden Fällen ist die durch eine Matrix {\displaystyle A} beschriebene Isometrie genau dann parabolisch, wenn für die Spur der Matrix
{\displaystyle \operatorname {Sp} (A)\in \left\{-2,2\right\}}
gilt. Das obige Beispiel entspricht der Matrix {\displaystyle \left({\begin{matrix}1&a\\0&1\end{matrix}}\right)}.